# 官製不況
官製不況（かんせいふきょう）とは、公権力による経済政策や法律や行政規制等の作為、または不作為が、特定の業種または国全体の経済に悪影響を及ぼし、企業の業績の悪化や景気低迷、不況を生じさせること。「官」による不況。政策目的達成のための手段が問題になることが多い。近年では、消費者保護や法令順守の重視を目的とした法律や行政規制の改正等がきっかけとなっていることから、「コンプライアンス不況」とも呼ばれる。

## 原因
- 政策目的達成へ性急な手段をとる、または効果的な手段をとらないことが挙げられる。背景にはポピュリズムや、場の空気に支配されやすい国民性、また、根強いお上意識があるとの指摘もある。
- 日経ビジネス2008年5月12日号は、「政策がムードで決まっている」ことを原因としている。「詰まるところ、ムードに流されがちな政策決定過程には、その政策がもたらすプラス効果とマイナスの影響の冷静な分析が欠けているのだ。」「政党間のイデオロギー的な対立軸が失われ、『政策は風頼み』といわれて久しい。そういう環境では消費者保護のような政策は受けがいい」。そして、ムードの背景にあるのは「日本社会は周囲の人間との相対的な関係を重視する。唯一絶対神への信仰を持つ西洋と違い、『恥の文化』とも呼ばれる。政策が雰囲気で決まりがちなのは、そうした背景にも一端がある」としている[1]。
- コンプライアンス不況については、行政の姿勢が事前規制から事後規制に変わったことも指摘されている。

竹中平蔵慶應義塾大学教授は以下のように解釈する。「なぜいま、コンプライアンスや安全・安心を前面に出して、経済を悪化させるような過度の規制を課してしまうのか。次のような解釈が可能である。これまで各官庁は、関連する業界への天下りというシステムでOBの就職先を確保してきた。しかし民営化など行政改革が進み、かつ国民の監視が強まる中で、こうした天下り先は激減している。そこで、コンプライアンス、安全、消費者重視といった美名の下に規制を行い、またはその監視組織をつくることで、新たな天下り先を確保しようとしているのだ。つまり官庁は、『企業への天下り』に変わって『消費者への天下り（消費者に寄生した天下り）』という新たな仕組みを開発しつつある。これに伴って天下り費用の負担者も、企業から国民へと変化する。つまり経済が萎縮することによって結果的にその犠牲となるのは、消費者なのである。」
大前研一は、消費者保護、弱者保護のルールを作るメンバーの中に、「日本経済のパイを大きくしよう」とする者が1人もいないと指摘する。「政府は表向きの対策として、消費者保護、投資家保護、労働者保護、弱者保護などのルールをつくっていこうとしている。それ自体は結構なことだろうが、ここで注意したいのはルールをつくるプロジェクトメンバーに「日本の経済のパイを大きくしよう」という人は一人もいないことだ。福田内閣はもとより、役所にも、識者の中にもほとんどいない。そのためプロジェクトは「どうやって産業を伸ばすか」ではなく、「どうやって産業を規制していくか」という方向に向かっている。驚くべきことである。お役人にとって企業とは「放っておくと悪いことをするもの」なのだ。日本史の教科書で読んだ天保の改革、寛政の改革をほうふつとするのはわたしだけだろうか（念のため書いておくと、この二つの改革はどちらも成功したとは言い難い）。どうもこの国のリーダーの頭の中は、江戸時代からさほど進歩していないらしい。」
- 東京情報大学情報ビジネス学科主催の公開講座「日本経済低迷の原因として“行政不況”を考える」においては、十分な分析や予見可能性の欠如が理由として挙げられている。

堂下浩（東京情報大学准教授）は「結局、政治もメディアも現象だけにとらわれ、原因となる部分を十分に分析したうえで対策をとってこなかったため、想定外の副作用が出てしまった」ことを理由にあげている。
また、大槻奈那（UBS証券株式調査部シニアアナリスト）は政策決定段階における「予見可能性」の欠如を挙げる。「マーケットが悪かったという要因もありますが、政治についていえば“予見可能性”というものがないという点が指摘できるかと思います。」「欧米だと、業界からロビー活動を行い、この問題にはどういう原因があり、どういうところを直せばいいかなどと立法府と一緒に法律を考えていくという方法をとるため、どんな法律ができるかを予想することが可能です。しかし日本には欧米流のロビー活動も少なく、業界側も新しい法律にどう対応すればいいかが予見できず、副作用が生じると政策ミスということになる」。
石川和男（東京財団研究員）は「予見可能性」のある政策を得る方法として、「政治家や行政の人間が関係業界の声をたんねんに聞き、政策立案に反映するというメカニズムを再構築すること」を挙げる。「ここ2年ほどをみても、法律の立案過程において、関係する業界やマーケットの話を行政が全く聞かないという状況がずいぶんあります。阪神淡路大震災が起きたとき、神戸のLPガスタンクでごくわずかなガス漏れがあり、地元の新聞がこれを非常に大きく取り上げたことがきっかけで、国は全国の石油コンビナートに一斉調査を行うことを決めました。石油業界は猛反発をしましたが、国は彼らの意見をいっさい聞こうとしませんでした。」「同様に、建築基準法や貸金業法の改正に際しても、国は建設業界や貸金業界の意見をどれだけじっくりと聞いたのでしょうか。聞いてはいますが、ほとんどその声を反映してはいません。」
- マスコミの過熱報道が、「空気」を作り出し、コンプライアンス不況にいたる対応を結果的に促している、また報道姿勢がマッチポンプである、との指摘がある。

「『3K』と呼ばれる建築基準法、貸金業法、金融商品取引法の改正について、大きな影響力を及ぼしたのが新聞やテレビなどのマスコミではないかと思います。」「『いま起きているこの問題を何とかしなくてはいけない』という形でメディアが関わり、ひとつの空気を作っていく。ときにそれは、政治の空気というものを補完する作用を持つことがあります。」「たとえば衆議院解散の空気が出てきたときも、メディアがある種の解散風を煽るということはしばしばあることです。ただそのとき、本質的な検証なしに「まず解散ありき。それが国民の世論である」という伝え方をする“向き”があることも否定できません。とくにテレビの場合、映像によるインパクトには非常に大きなものがあります。」
「メディアの側には読者や視聴者に受け入れられることを是とする部分がかなりあることは否定できません。どのような企画にすれば、より多くの人に関心を持ってもらえるかということで、『赤信号みんなで渡れば怖くない』とでもいうような一斉報道はたしかに存在します。政治の側と業界側との双方がたんねんにコミュニケーションをとり、そこから議論をすくい上げていけばいいという意見も一方にはあるでしょうが、それをやりすぎると“癒着”といわれてしまう難しさもあります。」「我々としても、できるだけ広い視野から事実を伝えていこうと考えていますが、そうした政治家たちに容易に順応させられないよう防波堤を作りたいという意識が、逆に過剰報道的な面を生んでいるのでないかという気はしています。」
- バブル崩壊後に金融機関の破綻処理(はたんしょり)を行った、元大蔵省銀行局長の西村吉正は次のように述べる。「いずれにしても、バブル崩壊後の政策対応は、必ずしも意図的に『先延ばし』をしたというものではない。『先取り』する能力が無かったといわれればそのとおりである。ただ、大きな痛みを伴う政策を『先取り』するためには、身を挺しての政治的決断が不可欠である。たとえそれが日本の将来のために必要なことであったとしても、その当座には世の中の反発は極めて大きなものになる。実施後の影響の大きさに世論が動揺したときにも、耐えなければならない。その重荷を誰が担うのか。外圧に依存するのが誰も傷つかない楽な道であり、従来日本ではそれが一般的な手法になってきたのだが、今回の課題はあまりに大きく複雑であった。」[8]

## 対策
- 以下の対策が有効とする考えがある。「まず、「波及効果を可能な限り深く読む」ことが挙げられる。具体的には、同質な集団だけで討議するのではなく、異質な視点も取り込み、広範囲な対話を重視すること、すなわち、企画プロセスを対話型にすることが挙げられる。次に、「波及効果を可能な限り深く読む」だけではなく、バタフライ効果、複雑系等の考え方から、実社会という複雑系のシステムの中では、読んでも読みきれない部分があることを受け入れ、予想外の進展に備えたモニタリングの仕組み、及び状況に応じて柔軟な施策変更ができるように、意思決定の仕組みを整備しておく。「風から桶屋まで、対話を通じて『その先』の読みを深める。さらにそのうえで、蝶のはばたきによる不測の事態に備えて、必要とあらば『朝令暮改』も可能となる仕組みを作っておく」。 [9]
- リバタリアニズム（自由意思論者）の立場から以下のような意見がある。「市場原理の失敗はしばしば指摘されるが、政府も失敗する。政府も市場も失敗するのならば、消費者に自由があるほうがよい。消費者は自ら判断し、政府は消費者が誤った判断をしないよう市場の選別機能を促す役割に徹すべき」との主張がなされる。例えば、耐震偽装問題については、「全ての建物の耐震性能を格付けする。値段はその格付けよって変わる。高くてもAランクの家が良いという人もいれば、Dランクだけど安くて広いから構わないという人がいる。選ぶのは個人の自由。もろすぎる建物は買い手がつかないから排除される。政府がやるべきことは、格付けが適切かどうかのチェックだけだ。」[10]
- 日経ビジネス2008年5月12日号の官製不況の特集（34頁から38頁）では、以下のように提唱している。「消費者保護が重要なことに議論の余地は無い。制度の隙間に落ちてしまった人の救済や、悪質業者の排除といった施策は必要。だが、保護が行きすぎて自由な企業活動を阻害すれば、コストになってすべての消費者に跳ね返る」「『消費者を守るべきだ』という空気に流されて規制強化が次々に決まり、それが官の肥大化と経済混乱を招いている構造。その連鎖を断ち切る手立てはないのか。」とした上で、不毛な官製不況から抜け出す3か条として「1 『お上に頼る』意識を捨てよ 2 政策をムードで決めるな 3 政府は消費者の自立支援を軸に据えよ」

## 具体例

### 1990年から1991年
1990年から1991年にかけての、不動産融資への総量規制、地価税の新設、さらに日本銀行の金融引き締め政策。総量規制、地価税はともに地価高騰および加熱しすぎた景気（バブル景気）を抑制する目的だったが、それらの動きが急すぎたため不動産融資額が激減し、景気のハードランディング（バブル崩壊）をもたらした。そのような状況下にも関わらず、日本銀行は三重野康総裁の下、金融引き締め策を実施し続けた。なお、そもそもバブル景気の加熱の原因は、澄田智前総裁が好景気下で行った低金利政策が不動産や株式への投機を加速させたためとされている。バブル崩壊に関して西村吉正 元大蔵省銀行局長（1990-1991年当時は経済企画庁総合計画局計画課長）は次のように述べている。
- 「これらの政策判断の根拠として、いろいろと説明の材料を挙げることは可能であろう。しかし、私の実感としてはなんといっても当時の社会的な流れが決定的な力を持っていたように思う。当時は株価や地価の上昇がバブルであるとの認識が広まっており、金融引締めの維持はバブル潰しとして積極的に評価されていた。」
- 「このことを、時流に反してまで積極的な政策判断が出来ない官僚主導型政策決定の限界と認識すべきかもしれないが、プラザ合意からバブル崩壊までの激動期の政策決定が、すべて官僚主導とするのは実感と異なる。80年代後半は、政治主導を鮮明にした中曽根康弘総理、「バブル潰し」時は、海部内閣の橋本龍太郎大蔵大臣、小沢一郎自民党幹事長の強いリーダーシップで、従来以上に政治主導を鮮明にした時期であった。こうした問題について、政治主導が適切な方向に働くかどうかは必ずしも明確ではない。アメリカのグリーンスパンFRB議長のような中立的で経験をつんだテクノクラートの役割に依存することが大きい領域なのかもしれない。」[11]

### 1997年
1997年の消費税率の引き上げをはじめ、特別減税の休止、さらに医療費の値上げ等の緊縮財政。景気はバブル崩壊後、1993年を底に持ち直しつつあったが、力強さは見られなかった。しかし、福祉の充実や財政健全化を目的に税率を3%から5%に引き上げ、特別減税を停止、さらには医療費も値上げしたため、景気は一気に失速した。また、同時期にはアジア通貨危機や総会屋事件、住専問題処理での公的資金投入に反対が多かったことからの対処の遅れもあいまって、同年の秋には三洋証券、北海道拓殖銀行、山一證券が次々と破綻し、金融危機の様相を呈した。これら橋本内閣の失政は失われた10年の原因の1つとも言われている。
- この背景として、橋本内閣は金融危機の予兆に気づいていなかった。橋本内閣で官房長官であった梶山静六が文藝春秋1998年6月号によせた「日本興国論」によると、当時の大蔵省による「銀行は大丈夫です。金融は住専を処理すれば後は大丈夫です」との説明を鵜呑みにした結果、財政再建に優先的に取り込むことを決断したとのことである。
- 実際に橋本首相をはじめ、政治家には11月の金融機関の破綻の連鎖まで正確な情報が上がっていなかった。その理由については、経済官庁が「財政再建」を企図していたことが挙げられる。金融システムの問題が明らかになると、財政再建が先送りになると懸念し、微妙に情報を修正したとのことである。翌1998年に情報操作に気づいた橋本首相は激怒して精査を指示したが、正確な不良債権の額を知らされて、愕然としたとのことである。また、増税の影響についても、不良債権の規模についても、山一證券の簿外債務についても実態を橋本首相は知らなかった。
- 経済企画庁や日本銀行は「特別減税まで廃止して大丈夫か」と懸念する一方、「政治が財政再建に取り組むことはめったに無いから、水をさすような議論ははばかられた」という[12]。
- 当時大蔵省で財務官の立場にあり、事態を離れたところから見ていた榊原英資は「日本には、経済全体、日本全体を見て政策決定をするメカニズムが決定的に欠けている」（所謂自転車操業経済）と評した。[13]

### 2000年
2000年のゼロ金利政策の解除。日本銀行は金利機能を取り戻すことを目的に、ゼロ金利政策を解除した。しかし、同年春からのITバブル崩壊による景気の低迷と重なり、デフレーションが進行した。2001年の量的金融緩和政策により事実上撤回されたが、その後もデフレの進行は収まらず、デフレスパイラルに陥りかけた。

### 2006年から2008年
2002年2月を底として上向いた景気（いざなみ景気）も、2008年2月を境に景気後退に転じた。その背景にはサブプライム住宅ローン危機や、円高・原油高・原料高等の外的要因もあったが、一方で政府の経済政策の方針が定まらずにいたことに加え、金融商品取引法・貸金業法・建築基準法の頭文字をとった3Kが要因として挙げられることが多い。2006年から2007年にかけてこれらの法律の改正により特定業種の規制が強化され、倒産件数の増大や消費の冷え込みを招いたと言われているためである。
- 金融商品取引法

投資家保護を重視した結果、商品販売の際に過重な説明義務を課され、投資信託の販売額が2007年下半期は前年同期比3割減少した。また、サブプライムローン危機とあいまって、投資ファンドの日本離れを招いた。
金融商品取引法の下での不合理な例としては、加藤寛嘉悦大学学長（小泉純一郎元首相や、竹中平蔵慶應義塾大学教授の師）が銀行に投資信託を購入しに行ったところ、「80歳以上の方は親族と同席でなければお売りできません」と門前払いされたことが挙げられる。加藤学長は「消費者とは誰なのか。誰のための保護なのか。規制の巻き添えになる消費者のことをどう考えるのか」と述べている。 また、塩川正十郎元財務大臣は三月初め、送金のため代理人が銀行に出向いたところ、塩川自身の来店を求められた。金融商品取引法で高齢者には本人確認が必要になったためである。塩川は「『いったい誰のための法律や。お客には迷惑千万やないか』『そんなしゃくし定規な制度では投資家も逃げる。顧客保護？ 行政が責任を逃れるアリバイと違うか』」と述べている。
- 貸金業法

多重債務問題の解消と借り手（消費者）保護のため、規制を強化し、上限金利の引き下げと総額規制を実施することが決定された。大手消費者金融・大手商工ローンは優良顧客を確保するために、新規の顧客について銀行系消費者金融と同じ水準まで上限金利を引き下げ、審査を厳しくして融資先の絞込みを行った。
融資先の絞込みによる影響について、次のような見解がある。「中小零細企業や個人事業主の資金調達環境も非常に悪化しています。一貫した業績低迷による資金調達難に加え、昨年10月から信用保証協会の保証付き融資における「責任共有制度」というものが導入され、保証付き融資には80%しか保証がつかなくなりました。このため、さらに貸し渋り傾向が強まっているところへ貸金業法の改正が追い打ちをかけている。」「中小零細企業には、月末の決済に30万円、50万円という資金需要があり、通常は信金や信組からの借入でつないでいますが、突発的な少額の需要については、担保を必要としない消費者金融や事業者金融、銀行のクレジットローンなどを活用してきました。しかし法改正でそうした道が結果的に閉ざされ、いよいよ状況は厳しくなっています。これからの産業構造、特に中小零細企業をどうしていきたいのかという観点からの抜本的な政策が必要であると感じます。」（東京情報大学情報ビジネス学科主催による公開講座、帝国データバンク情報部情報取材課長の発言）
過払い請求と銀行等が融資を引き締めたことから、中小零細貸金業者には倒産（民事再生等）・廃業（債権譲渡）するものが現れた。
貸金業法改正に深く関与した金融庁の大森泰人総務企画局信用制度参事官（当時、現総務企画局企画課長）は「制度を設計するときには、『借り手が多重債務に陥らないためには、貸し手の貸し方はどうあるべきか』という観点からのみ行っているのであって、業界地図がどう変わるかということは考えません。」「立法府も『これ以上多重債務者を発生させない』という判断を最優先した。そのために行われる改革の結果が業界にどのような影響を及ぼすかということは、総体として二の次の問題に位置づけられたということだと思います」と改正の趣旨を説明している。
（貸金業法改正の背景には社会問題となった多重債務による自殺の増加がある。警察庁の統計によると、2006年に多重債務などの経済苦が原因とみられる自殺者は約8000人。2005年に大手5社利用者の自殺は判明しているだけで3649件。大森泰人は「自殺者の増加のうち、多重債務が原因の自殺がかなりを占めている」として、自治体等の相談窓口を充実させる重要性を説いている。）
|      | 多重債務 | 経済・生活問題 |
| ---- | -------- | -------------- |
| 2007 | 1,973    | 7,318          |
| 2008 | 1,733    | 7,404          |
| 2009 | 1,630    | 8,377          |
| 2010 | 1,306    | 7,438          |

- 建築基準法

構造計算書偽造問題（いわゆる耐震偽装問題のこと）をきっかけに、建物購入者保護を目的に建築確認の厳格化を行った。その結果、建築確認申請手続が煩雑化し、建物完成までに時間がかかるようになった。さらに、法施行の2カ月後になってマニュアルが発行されたこともあり、認可が滞った。その結果、資金ショートを起こした建築会社が倒産に追い込まれた。また、影響は建築資材や家電などの業界にも波及し、6年間続いた景気拡大に減速をもたらした。また、2007年度の倒産件数が増加する一因となり、 GDPを押し下げた（建基法不況）。
建築基準法改正当時の「空気」については、以下の証言がある。「法改正にかかわった元慶應義塾大学教授の村上周三・建築環境・省エネルギー機構理事長は国交省不況に対する批判に対してこう反論する。『(元一級建築士の)A氏の事件の後、国会もメディアも日本中がヒステリックに建物の安全を求めていた。今になって規制が強すぎだと批判されるが、皆が規制を求めたあの空気の中でどうすればよかったのか』」。

### 2008年以降
2008年4月以降では、フィルタリング (有害サイトアクセス制限)、割賦販売法の改正の動向 をはじめ、以下の規制が注目されている。
- 日雇い派遣規制

日雇い派遣業が格差社会の元凶とする世論の高まりもあり、日雇い派遣業に対する規制が検討されている。いわゆるワーキングプアの問題や、人材派遣業の相次ぐ不祥事、秋葉原通り魔事件に代表される「派遣社員」による凶悪犯罪などが法改正の検討の背景にある。
しかし、日雇い派遣労働者の中には現状の維持を望む人々が一定程度存在し、また企業側も日雇い派遣の多くを季節労働者などの正社員とは一致しない需要を満たすために利用していることが多く、日雇い派遣の規制は、労働者の失業と企業の活力低下をもたらすだけだという意見がある。
- 対面販売以外での医薬品の販売禁止

医薬品を対面販売以外で販売することを禁止する薬事法改正案が適用されると、大半の医薬品が対象となる。
しかし、対面販売以外での販売が禁止されると、自宅から遠いなどの理由で薬局に行けない人が医薬品を購入できないおそれが生じる。ヤフーや楽天などは抗議しており、署名活動を行っている。
また、売り上げの大半を電話による販売方法に頼ってきた伝統薬業者にとって、電話販売禁止は存続の危機となる可能性がある。そのため、伝統薬業者は政府に対して見直しを要求しているが、実現に至っていない。
「薬害オンブズパースン会議」「全国薬害被害者団体連絡協議会」などの民間団体は全ての一般用医薬品についてネット販売の全面禁止を求めている。「薬害オンブズパースン会議」は「インターネット販売の原則禁止は、医薬品の販売は、安全確保の観点から「対面販売」を原則とするという考えに基づくもの」「仮に将来一定の条件のもとに例外的にインターネット販売を認める可能性があるとしても、それには十分な時間をかけた議論が必要であり、少なくとも改正薬事法はインターネット販売を予定していません」と主張している。
対面販売以外の販売方法を禁止したとしても薬害などを完全に防ぐことはできないという批判もある。
こういったことを受けて、舛添要一厚生労働大臣は検討会を開き、対策を協議することになった。検討会には楽天の三木谷浩史会長をはじめとする反対派も出席したが、結論は得られていない。

## 参考記事
- 家が建たない「国交省が引き起こした官製不況だ」 産経新聞 2007年12月24日
- 時代に逆行する哲学なき「消費者行政庁」構想の拙劣 ダイヤモンドオンライン 経済ジャーナリスト 町田徹の“眼”2008年01月25日
- 市場主義アレルギーが「官製不況」を助長する ダイヤモンドオンライン 辻広雅文 プリズム+one 2008年04月23日
- 財務局長会議“3K批判”に金融相「愕然」フジサンケイビジネスアイ 2008年4月23日
- “3K”批判に渡辺金融相不満 財務局長会議 産経新聞 2008年4月22日
- 帝国データバンク、2007年度の全国企業倒産集計を発表 日経プレスリリース 2008年4月8日
- 「ワイドショーの正義」は錯覚 池田信夫 池田信夫の「サイバーリバタリアン」第14回 2008年4月29日